# Asociación Nacional
Asociación Nacional (en checo: Národní souručenství, NS, en alemán: Nationale Gemeinschaft) fue el único partido político autorizado en el Protectorado de Bohemia y Moravia. Tenía membresía obligatoria para todos los ciudadanos checos de edad avanzada del Protectorado.
El partido se estableció como una reacción a la ocupación alemana de Checoslovaquia y fue la raíz de la colaboración checa durante la Segunda Guerra Mundial. Dos partidos, el Partido de la Unidad Nacional y el Partido Nacional del Trabajo, se fusionaron en la apelación del presidente Emil Hácha el 21 de marzo de 1939 y establecieron la Asociación Nacional como un partido a nivel nacional. El 6 de abril de 1939, el partido fue declarado el único partido político en Bohemia y Moravia (excepto el NSDAP, por supuesto, que era exclusivamente para alemanes).
El Primer Ministro de Bohemia y Moravia Alois Eliáš estaba en conexión con el gobierno checoslovaco en el exilio y ayudó al movimiento de la Resistencia checa hasta que fue ejecutado en junio de 1942.
Después del asesinato de Reinhard Heydrich en 1942, Emanuel Moravec ganó influencia de propaganda objetiva. Desde el 15 de enero de 1943, el partido dejó de cumplir las funciones del partido político y se convirtió en una máquina de propaganda aún más grande del régimen nazi.

## Políticos
Los políticos más destacados del partido:
- Alois Eliáš (1890-1942), un exgeneral checoslovaco que fue ejecutado por sus contactos secretos con el gobierno checoslovaco en el exilio en 1942; Primer ministro de 1939 a 1941.
- Ladislav Karel Feierabend, Ministro de Agricultura de 1939 a 1940. Se unió al gobierno checoslovaco con sede en Londres en 1940.
- Jiří Havelka, Ministro de Tráfico de 1939 a 1941.
- Josef Ježek, Ministro del Interior de 1939 a 1942.
- Jan Kapras, Ministro de Educación de 1939 a 1942.
- Josef Kalfus (1880–1956), Ministro de Hacienda de 1939 a 1945.
- Josef Nebeský, presidente del partido de 1939 a 1941.
- Josef Fousek (1875-1942), presidente del partido de 1941 a 1942.
- Jaroslav Krejčí (1892–1956), Ministro de Justicia de 1939 a 1945, y Ministro Presidente de 1942 a 1945.
- Jindřich Kamenický, Ministro de Tráfico de 1941 a 1945.
- Walter Bertsch, Ministro de Economía de 1942 a 1945.
- Richard Bienert (1881-1949), Ministro del Interior de 1942 a 1945, así como el último Ministro Presidente en 1945.
- Adolf Hrubý (1893-1951), Ministro de Agricultura de 1942 a 1945.
- Tomáš Krejčí, Führer (Vůdce) del Partido de 1942 a 1945.
- Emanuel Moravec, Ministro de Educación de 1942 a 1945.